# Археометрия
Археоме́трия (др.-греч. ἀρχαῖος — «древний» + μέτρον — «длина, протяжение») — научная дисциплина, раздел археологии, абсолютный возраст и происхождение археологических объектов физико-химическими методами.

## Изучаемые области
- Датирование физическими либо химическими методами по абсолютной либо относительной хронологии.
- Изучение окружения объекта (ландшафт, климат, флора и фауна)[источник не указан 436 дней].
- Условия и процесс захоронения (консервации) объекта.

## Используемые технологии
- Радиоизотопное датирование — для останков людей, животных и растений, изделий из органических материалов.
- Дендрохронология — для древесины и изделий из неё, определения возраста лесов, выросших на руинах.
- Термолюминесцентное датирование — для изделий из неорганических материалов (в том числе керамики).
- Электронный парамагнитный резонанс — для зубов.
- Гидратация стекла — для изделий из искусственного стекла и датировки вулканических извержений (например, гидратация обсидиана изучалась для уточнения даты разрушения Помпей).